# Бобровы (Котельничский район)
Бобровы — деревня в Котельничском районе Кировской области в составе Морозовского сельского поселения.

## География
Располагается на расстоянии примерно 33 км по прямой на юг от райцентра города Котельнич.

## История
Известна с 1727 года как починок Лоскутовых с 2 дворами, в 1764 году 166 жителей. В 1873 году здесь (деревня Лоскутовская  1-я или Хазы) отмечено дворов 8 и жителей 79, в 1905 (починок Лоскутовское 1-е или Хазы) 12 и 70, в 1926 (деревня Хазовы) 10 и 66, в 1950 18 и 67, в 1989 году проживало 14 человек.

## Население
Постоянное население  составляло 5 человек (русские 80%) в 2002 году, 2 в 2010.